# رجینالد آلن
رجینالد چارلز آلن (۲ ژوئیه ۱۸۵۸ – ۲ مه ۱۹۵۲) بازیکن کریکت استرالیایی بود که در یک تست کریکت مقابل انگلیس در سال ۱۸۸۷ بازی کرد. آلن برای نیو ساوت ولز بازی می‌کرد و در اولین دورهٔ بازی ایالتی مقابل تیم انگلیس بهترین گلزن بود. او در تنها تست کریکت خود به رتبهٔ سوم رسید و امتیازهای ۱۴ و ۳۰ را به دست آورد.
آلن که در مدرسه گرامر سیدنی تحصیل می‌کرد، یک محقق بود. او در آخرین سال تحصیلی خود در مدرسه بالاترین نمره را در امتحانات عمومی نیو ساوت ولز کسب کرد و بعداً، مدال دانشگاهی خود را در دانشگاه سیدنی دریافت کرد. همچنین، او نماینده تیم راگبی درجه اول دانشگاه سیدنی بود و در مسابقات قهرمانی تنیس آزاد نیو ساوت ولز نیز بازی می‌کرد.
پدرش، جرج ویگرام آلن، وکیل و سیاستمدار بود. پس از فارغ‌التحصیلی از دانشگاه، آلن به شرکت حقوقی پدرش پیوست. او عموی کاپیتان تست کریکت انگلیس، گبی آلن بود که در استرالیا به دنیا آمد. رجینالد آلن در آوریل ۱۹۰۶ با ادیت موریل گراب در فرانکلین، تاسمانی ازدواج کرد. او در سال ۱۹۵۲ درگذشت و تشییع جنازه‌اش از کلیسای سنت استفان در خیابان مک‌کواری تا کوره‌سوزی حومه شمالی انجام شد.